# Hochschule Rhein-Waal
Die Hochschule Rhein-Waal ist eine 2009 gegründete Fachhochschule. Zum Wintersemester 2009/10 wurde die Bildungseinrichtung eröffnet und sollte ursprünglich Fachhochschule Nördlicher Niederrhein heißen. Die Hochschule hat ihren Hauptsitz in Kleve ⊙ und einen zweiten Campus in Kamp-Lintfort ⊙.
Die Hochschule zeichnet sich besonders durch ihre interkulturelle Studienatmosphäre aus. Da der Großteil des Lehrangebotes auf Englisch unterrichtet wird, haben internationale Studierende aus über 100 Ländern die Möglichkeit, an der Hochschule zu studieren.
Der deutsche Fluss Rhein und der niederländische Fluss Waal sind die Namensgeber der Hochschule. Die Gebiete in der Nähe dieser beiden Flüssen haben sich zur Euregio Rhein-Waal zusammengeschlossen. Die Hochschule Rhein-Waal ist Teil dieses Zweckverbands.

## Geschichte
Die Landesregierung von Nordrhein-Westfalen hatte am 28. Mai 2008 einen Wettbewerb zur Gründung von drei neuen Fachhochschulen ausgelobt. Obwohl sich auf der einen Seite der Kreis Kleve und auf der anderen Seite die „Wir-4“-Städte (Kamp-Lintfort, Moers, Neukirchen-Vluyn und Rheinberg) separat beworben hatten, wurden bei der Standortvergabe die Konzepte der Kommunen verworfen. Stattdessen erhielten am 28. November 2008 die bislang konkurrierenden Bewerber Kleve und Kamp-Lintfort den Zuschlag des verantwortlichen Landeskabinetts Rüttgers für eine bipolare Hochschule.
Bei der Standortentscheidung spielten mehrere Faktoren eine Rolle. So war in Kamp-Lintfort 2006 die BenQ Mobile insolvent geworden, während in Kleve das ehemalige Alltours-Verwaltungsgebäude leer und zur Nutzung bereitstand. Das Gebäude einer ehemaligen Bundeswehrkaserne in Emmerich am Rhein konnte als Interimscampus genutzt werden.
Am 30. April 2009 wurde Marie-Louise Klotz zur Präsidentin und Martin Goch zum Vizepräsidenten für die Wirtschafts- und Personalverwaltung der Hochschule Rhein-Waal. Gründungsdatum war der 1. Mai 2009.
Zum Wintersemester 2009/2010 konnten sich Studierende für die ersten drei Studiengänge International Business and Social Sciences, Bio Science and Health in Kleve und E-Government in Kamp-Lintfort einschreiben, die wahlweise auch als duales Studium durchgeführt werden können. Waren es im Sommersemester 2011 noch etwa 650 Studierende, so konnten die Einschreibungen zum Wintersemester 2011 auf rund 1500 Studierende erhöht werden.
In den vier Fakultäten Technologie und Bionik, Life Sciences und Gesellschaft und Ökonomie am Campus Kleve sowie Kommunikation und Umwelt (Campus Kamp-Lintfort) werden seitdem weitere 22 Bachelorstudiengänge und elf Masterstudiengänge angeboten. Damit bietet die Hochschule 36 Studiengänge an, die entweder in deutscher oder in englischer Sprache (75 Prozent der Studiengänge) gelehrt werden. 
Mitte 2012 richtete die Hochschule eine offizielle TV-Lehrredaktion ein, gefördert mit Mitteln der Landesanstalt für Medien Nordrhein-Westfalen. Studenten verschiedener Fachbereiche haben hier die Möglichkeit, eigene Fernsehbeiträge zu erstellen, die dann landesweit über den TV-Lernsender NRWision ausgestrahlt werden.
Obwohl die Hochschule Rhein-Waal für 5.000 Studierende konzipiert wurde, werden seit Wintersemester 2019/2020 mehr als 7.390 Studierende aus 120 verschiedenen Nationen gezählt.

## Standorte

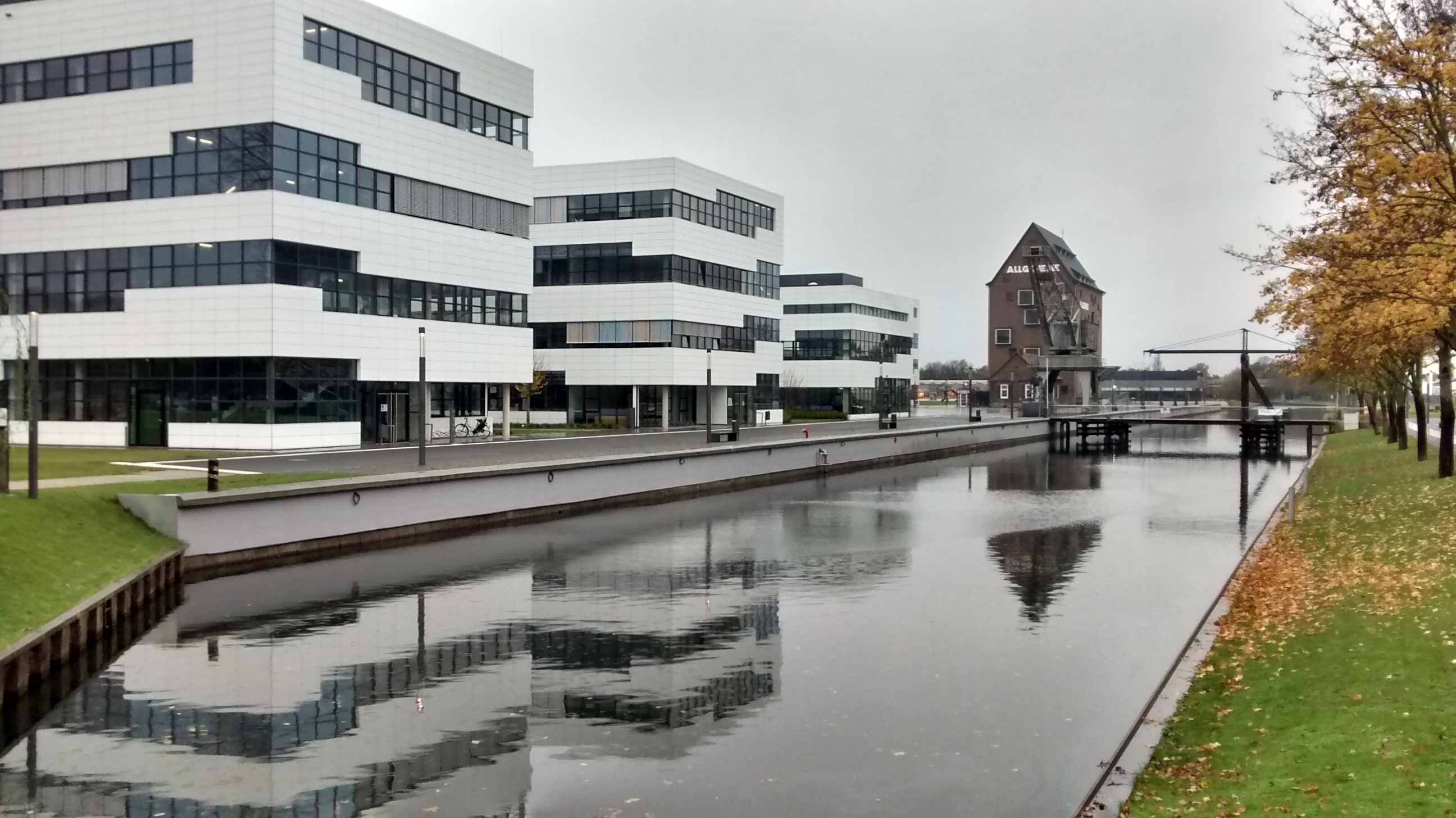
Gebäude der Hochschule am Spoykanal in Kleve

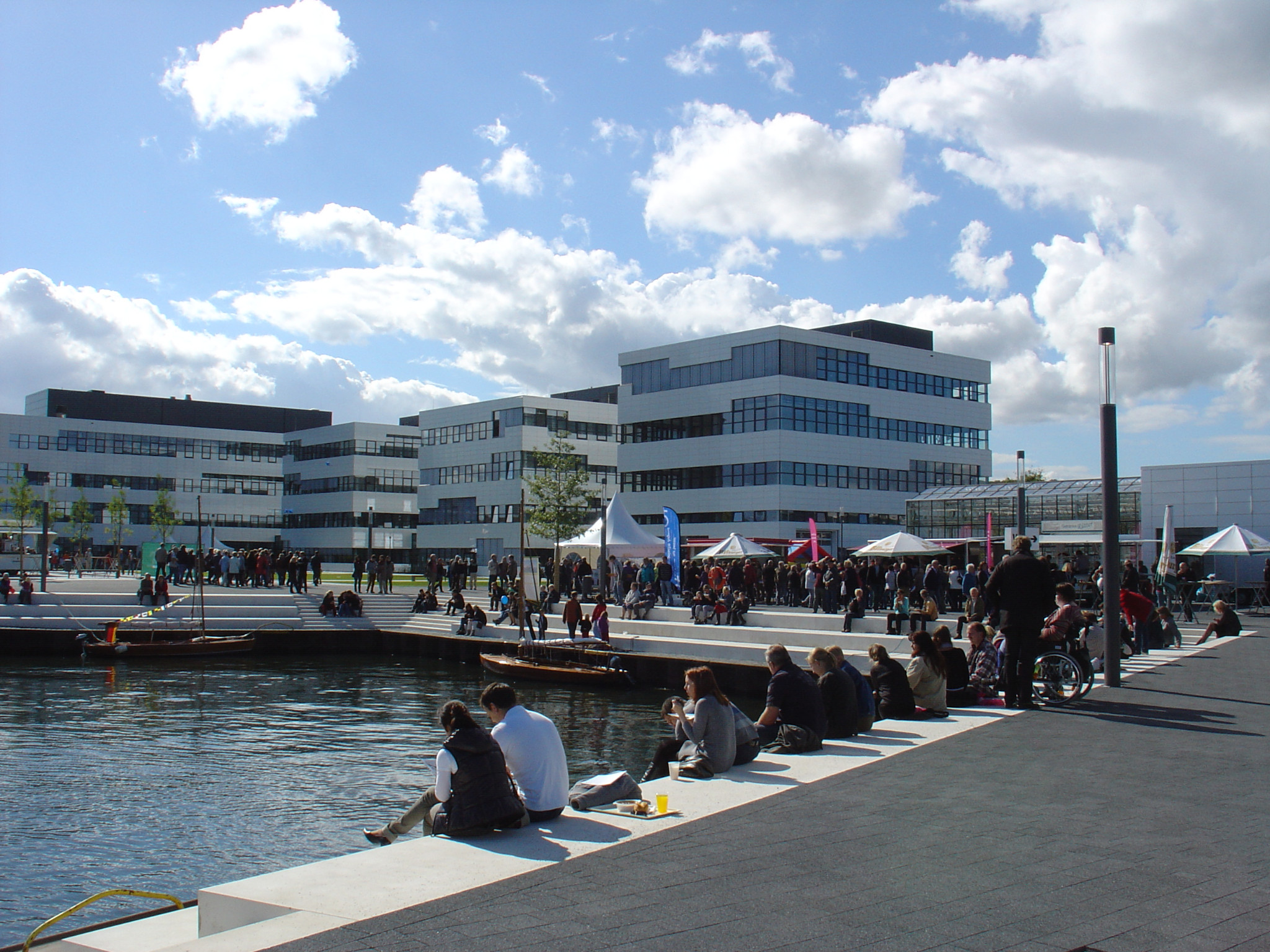
Campus der Hochschule Rhein-Waal in Kleve

In Kleve haben seit der Fertigstellung des Neubaus am Spoykanal die drei Fakultäten Technologie und Bionik, Life Sciences sowie Gesellschaft und Ökonomie ihren Sitz.
In Kamp-Lintfort hat die Fakultät Kommunikation und Umwelt ihren Sitz. Der Neubau an der Friedrich-Heinrich-Allee wurde im März 2014 bezogen.

## Fachliche Ausrichtung
In Vernetzung mit ortsansässigen Unternehmen soll der Schwerpunkt in den sogenannten MINT-Fächern (Mathematik, Informatik, Naturwissenschaft und Technik) liegen. Es werden die Studienfächer Informations- und Kommunikationstechnik, Vertriebsingenieurwesen, Verwaltungsinformatik, Geoinformatik, Agrarwirtschaft, Agrartechnik, Logistik und Energie- und Umwelttechnik angeboten. Es gibt vier Fakultäten:
- Technologie und Bionik
- Fakultät Gesellschaft und Ökonomie
- Life Sciences
- Kommunikation und Umwelt

## Trägerschaft und Selbstverwaltung
Die Hochschule ist eine vom Land Nordrhein-Westfalen getragene Körperschaft des öffentlichen Rechts und verwaltet sich gemäß § 2 Absatz 1 des Hochschulgesetzes Nordrhein-Westfalens selbst.
Zentrale Organe der Hochschule sind laut der Grundordnung vom 15. Oktober 2015:
- der Senat,
- der Hochschulrat,
- die Hochschulkonferenz,
- die Hochschulwahlversammlung,
- die Präsidentin oder der Präsident,
- das Präsidium,
- die Fakultätskonferenz.

## Studium Generale

### Studium Generale
Experten aus Wissenschaft, Kultur, Technik und Medizin präsentieren einzelne Themen aus ihrem Fachbereich in einer wissenschaftlichen, aber dennoch verständlichen Art und Weise. Darüber hinaus bietet die Hochschule an den Standorten Kleve und Kamp-Lintfort geschlossene Vorlesungszyklen zu speziellen Themenblöcken an verschiedenen Abenden an.

### Mittwochsakademie
Die Fakultät Gesellschaft und Ökonomie veranstaltet die Vortragsreihe „Mittwochsakademie“ mit Themen zu aktuellen gesellschaftlichen Herausforderungen, die auch für die Region wichtig sind.

## Freizeit und Weiterbildung

### Hochschulsport
Neben dem Studium haben Studierende die Möglichkeit, kostenlos am Hochschulsport teilzunehmen. Derzeit werden die Sportarten Badminton, Volleyball, Fitness, Running, Fußball und Windsurfen/Stand-Up Paddling angeboten. Darüber hinaus nimmt die Hochschule an verschiedenen Sportveranstaltungen wie zum Beispiel dem Klever Triathlon teil.

### Sprachkurse
Die Hochschule bietet Sprachkurse in Englisch, Französisch, Spanisch, Italienisch, Niederländisch, Russisch, Chinesisch und Japanisch an. Darüber hinaus können die Studierenden an Fachsprachkursen wie zum Beispiel „Business English“ teilnehmen. Ausländische Studierende können den Kurs „Deutsch als Fremdsprache“ besuchen. Die Studierenden werden dabei gezielt auf die Teilnahme am TestDaF, dem wichtigsten Sprachtest für ausländische Studierende, vorbereitet.